# Оразбеков, Нурмахан Оразбекович
Нурмаха́н Оразбе́ков (1 декабря 1937, Туркестан, Южно-Казахстанская область, Казахская ССР, СССР — 9 декабря 2015, Алма-Ата, Казахстан) — известный казахстанский журналист и издатель, переводчик, публицист.
Заслуженный деятель Республики Казахстан (2004). Заслуженный деятель культуры Казахской ССР (1981). Лауреат Премии Президента Республики Казахстан в области СМИ (2010).

## Биография
Родился 1 декабря 1938 года в селе Кандоз города Туркестан Южно-Казахстанской области. Окончил среднюю школу в селе Шорнак.
С 1955 по 1957 годы работал в совхозе «Или» Алматинской области, Соколовско-Сарбайском горно-обогатительном комбинате.
С 1958 по 1962 годы окончил факультет журналистики Казахского государственного университета им. Кирова.
9 декабря 2015 года после тяжелой продолжительной болезни на 78-м году жизни скончался в Алма-Ате.

## Трудовая деятельность
Трудовую деятельность начал в 1962—1973 годах в Жездинской районной газете «Октябрь туы» Карагандинской области, «Коммунистический труд» Туркестанского района Южно-Казахстанской области, «Лениншіл жаста» (ныне «Жас Алашта»), Центральном Комитете Молодёжного союза Казахстана, газете «Социалистік Қазақстан» (ныне «Егемен Казакстан»), Институте истории партии.
В 1974 году главный редактор казахского информационного агентства (КазТАГ), В 1982 году назначен заместителем директора.
С 1988 по 1991 годы — главный редактор Карагандинской областной газеты «Орталык Казахстан», начальник Главного управления периодической печати Министерства печати, республиканская газета на английском языке. Главный редактор газеты «Казахстан».
С 2000 по 2002 годы — работал главным редактором республиканского журнала «Акикат» и директором издательского дома «Казахстан».
С 1995 по 2015 годы — занимал должность генерального директора издательского дома «Казахстан».

## Награды и звания
- 1970 — Медаль «В ознаменование 100-летия со дня рождения Владимира Ильича Ленина»
- 1981 — Указом Верховного Совета Казахской ССР награждён почетным званием «Заслуженный деятель культуры Казахской ССР».
- 1984 — Медаль «За освоение целинных земель»
- 1987 — Медаль «Ветеран труда»
- 1988 — Награждён Почётной грамотой Верховного Совета Казахской ССР
- 2001 — Указом Президента Республики Казахстан награждён орденом «Құрмет» за заслуги в области Казахской печати и журналистики[3][4]
- 2003 — Нагрудный знак Министерства культуры Республики Казахстан «Мәдениет қайраткері»
- 2004 — Указом Президента Республики Казахстан награждён почетным званием «Қазақстанның еңбек сіңірген қайраткері» (Заслуженный деятель Республики Казахстан)
- 2005 — Заслуженный деятель издательского и полиграфического дела Республики Казахстан (почётное звание)[5]
- 2007 — Указом Президента Республики Казахстан награждён орденом «Парасат» За выдающиеся заслуги в журналистике Республики Казахстан и вклад в развитие издательского дела.[6][7]
- 2010 — Лауреат Премии Президента Республики Казахстан в области СМИ.[8]
- 2011 — Медаль «20 лет независимости Республики Казахстан».
- Почётный гражданин города Туркестан.